# 強壯歧鬚鮠
強壯歧鬚鮠，為輻鰭魚綱鯰形目倒立鯰科的其中一種，為熱帶淡水魚，分布於非洲迦納到加彭、幾內亞淡水流域，體長可達37.5公分，棲息在底中層水域，生活習性不明，可做為觀賞魚。